# 陈氏秋福
陈氏秋福（1976年10月20日—），女，色当族，昆嵩省警察厅副厅长、第十五届国民议会议员。其军衔为上校。